# Paper moneda de la Baronia de Rialb
El paper moneda de la Baronia de Rialb fou la moneda de curs legal i obligatori en el conjunt d'aquest municipi durant el període de la Guerra Civil espanyola.

## Antecedents
El 18 d'agost de 1937 el Sindicat Agrícola de la Baronia de Rialb creà una emissió de vals de valors d'una pesseta i 50 cèntims, però se'n desconeix l'import total emès. Aquests vals foren de curs normal i corrent a tot el terme municipal a falta d'altra moneda divisionària. En aquests vals del Sindicat, impresos sobre cartolina, no hi figura cap emblema ni dibuix i no van signats malgrat haver-hi estat prevista la signatura d'un representant del Consell Directiu. En aquests cartonets, d'origen presentació bicolor -vermell i verd-, el nom del municipi està escrit Rialp en lloc de Rialb.

## Creació

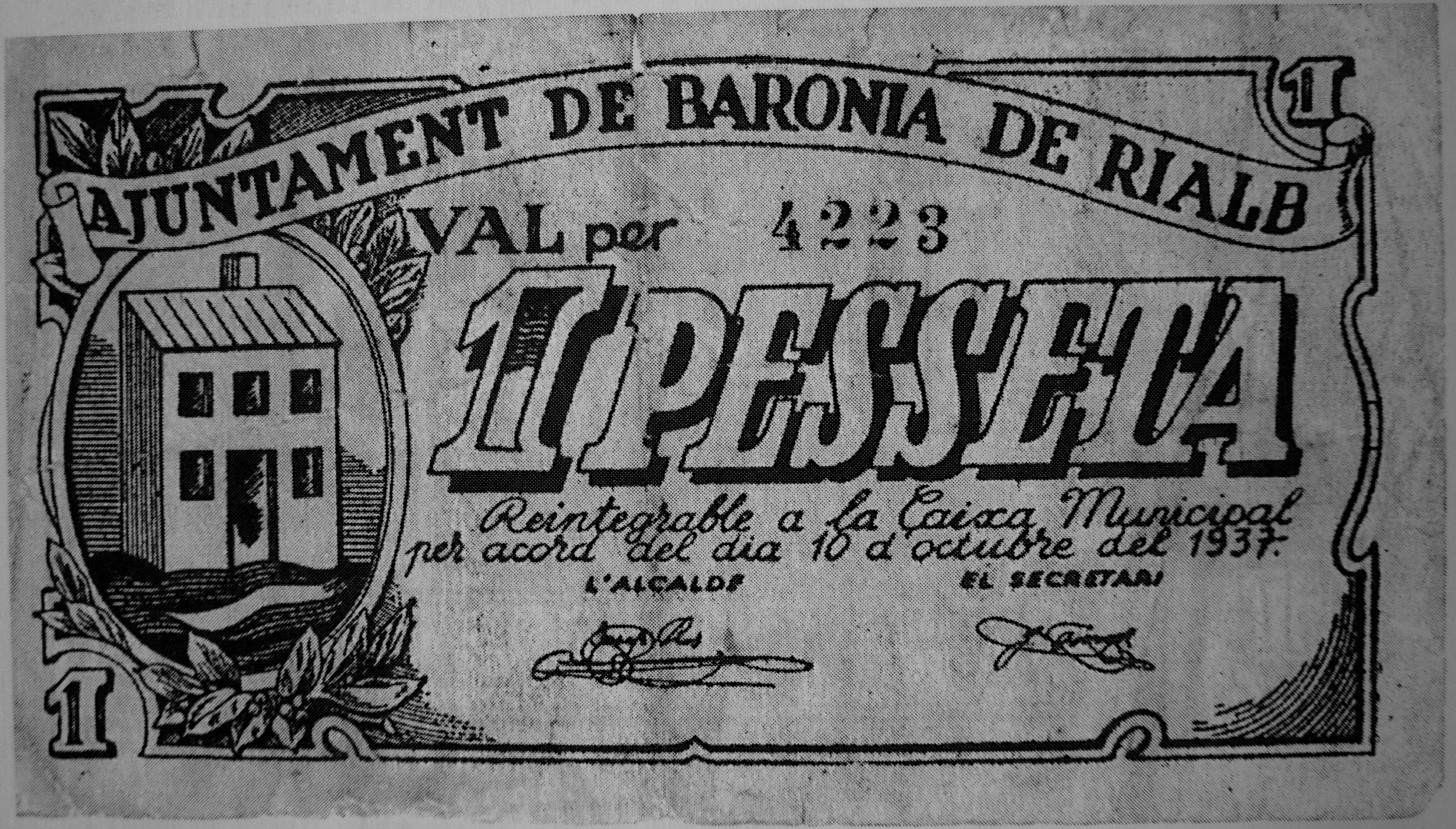
Bitllet valorat en una pesseta emès pel consistori municipal de la Baronia de Rialb a l'octubre de 1937 durant la Guerra Civil

Altrament, l'Ajuntament de la Baronia de Rialb creà oficialment, per acord del dia 10 d'octubre de 1937, una emissió de paper moneda amb els valors d'una pesseta, 25 cèntims i 10 cèntims en forma de petits bitllets impresos per ambdues cares, per un importat total de 15.000 pessetes.
Al costat esquerre de cada anvers hi figurava l'emblema de la Baronia de Rialb: la Casa Consistorial -una casa de planta baixa i un pis- emmarcada per una orla ovalada i envoltada de fulles de llorer. Estan signats per l'alcalde, Josep Ros i Raichs, i pel secretari municipal, Josep Fornell.
En crear-se aquesta emissió de l'Ajuntament, els bitllets del Sindicat Agrícola ja no foren admesos com a instrument de canvi. Hom suposa que l'import general del paper moneda emès a la Baronia fou aproximadament d'unes 18.000 pessetes d'aquell temps, amb una circulació simultània de 15.000 pessetes.

## Fitxes tècniques

### Bitllet del Sindicat
- Organisme emissor: Sindicat Agrícola de la Baronia de Rialb
- Denominació: VAL.
- Forma i mesures: rectangular, de 38 x 72 mm.
- Color: impressió en negre sobre fons meitat vermell i meitat verd només en l'anvers. Data d'emissió amb datador violeta al dors. Segell tampó violeta rectangular del Sindicat al dors. Numerador negre a l'anvers.

### Bitllet de l'Ajuntament
- Organisme emissor: Ajuntament de la Baronia de Rialb
- Denominació: VAL, de curs obligatori en tot el municipi.
- Forma, mesures i color: rectangular.
  - 1 pesseta: de 59 x 110 mm i imprès en carmí amb numerador negre a l'anvers.
  - 25 cèntims: de 55 x 99 mm i imprès en blau marí amb numerador negre a l'anvers.
  - 10 cèntims: de 50 x 88 mm i imprès en verd fosc amb numerador negre a l'anvers.
- Impressor: Centre d'Administració Municipal de Barcelona.